# François Jacob
François Jacob (17 tháng 6 năm 1920 – 19 tháng 4 năm 2013) là một nhà sinh học người Pháp, người đã cùng với Jacques Monod đưa ra ý tưởng kiểm soát các mức enzyme trong mọi tế bào thông qua việc điều chỉnh phiên mã. Ông đã được trao Giải Nobel Sinh lý và Y khoa năm 1965 chung với Jacques Monod và André Lwoff.

## Thời niên thiếu
Jacob là con trai duy nhất của Simon, một nhà buôn, và Thérèse (Franck) Jacob, ở Nancy, Pháp. Là một cậu bé hay tò mò, Jacob đã tập đọc chữ từ lúc còn bé. Albert Franck, ông ngoại của Jacob, một viên tướng 4 sao, là hình ảnh gương mẫu cho Jacob lúc còn bé. Năm 7 tuổi Jacob bắt đầu vào học ở trường Lycée Carnot trong 10 năm. Trong quyển tự truyện, ông mô tả ấn tượng của mình về trường này như "một cái lồng chim". Khoảng năm 1934 ông đã bị nhóm thanh thiếu niên khuynh hữu ở trường này thù ghét. Ông mô tả cha mình như một "người tuân thủ tôn giáo", còn mẹ ông và những người khác trong gia đình là những "người Do Thái thế tục". Ngay sau khi làm lễ bar mitzvah, ông đã trở thành người vô thần.
Mặc dù thích (và có năng khiếu về) môn Vật lý học và Toán học, nhưng Jacob sợ viễn cảnh phải học thêm 2 năm để chuẩn bị thi vào Trường Bách khoa Paris. Thay vào đó, sau khi quan sát một ca giải phẫu, Jacob đã chọn vào học ngành Y học.
Trong thời Đức Quốc xã chiếm đóng Pháp và ngay sau cái chết của mẹ, Jacob đã rời Pháp đi sang Anh theo phong trào kháng chiến chống Đức. Năm 1940 Jacob, lúc đó mới chỉ học hết năm thứ hai ngành Y, đã gia nhập đại đội quân y của Sư đoàn 2 Thiết giáp của Pháp. Năm 1944, ông bị thương trong một trận oanh kích của Không quân Đức, và ngày 1 tháng 8 năm 1944 ông trở về Paris lúc đó đã được giải phóng. Ông đã được thưởng Huân chương Giải phóng, cũng như Bắc Đẩu Bội tinh và croix de guerre (chiến công bội tinh) cho thời gian phục vụ trong Quân đội.
Sau khi bình phục, Jacob trở lại trường Y khoa, bắt đầu nghiên cứu tyrothricin  và học các phương pháp trong quá trình nghiên cứu vi khuẩn. Ông hoàn thành một luận án mà ông mô tả là "việc sao chép công trình của Mỹ " về tính hiệu quả của thuốc kháng sinh chống các sự nhiễm trùng từng vùng cơ thể, và đậu bằng tiến sĩ y khoa năm 1947. Mặc dù rất thích sự nghiệp nghiên cứu, nhưng sau khi tham dự một hội nghị về vi khuẩn học trong mùa hè năm 1947, ông đã không dám lao vào nghiên cứu vì cảm thấy mình còn kém hiểu biết trong lãnh vực này. Thay vào đó, ông xin làm việc ở trung tâm Cabanel, nơi ông đã làm luận án nghiên cứu của mình; công việc mới của ông tại đây là sản xuất thuốc kháng sinh tyrothricin. Sau đó, trung tâm này đã ký hợp đồng biến các xưởng sản xuất thuốc súng thành nơi sản xuất thuốc penicillin (dù vậy việc này đã tỏ ra là không thể được).

## Sự nghiệp nghiên cứu
Năm 1961 Jacob và Jacques Monod nảy ra ý tưởng cho rằng việc kiểm soát các mức enzyme biểu hiện gen trong các tế bào là kết quả của việc điều chỉnh phiên mã của các chuỗi DNA. Các ý tưởng và thí nghiệm của họ đã tạo động lực cho việc xuất hiện lãnh vực sinh học phát triển của phân tử, và nhất là của sự điều chỉnh phiên mã (transcriptional regulation).
Trong nhiều năm người ta đã biết rằng tế bào vi khuẩn và những tế bào khác có thể đáp ứng với các điều kiện bên ngoài bằng việc điều chỉnh các mức enzyme chuyển hóa (metabolic enzyme) chủ yếu của chúng, và hoạt động của những enzyme này. Chẳng hạn như, nếu một vi khuẩn ở trong một broth (tương đương món súp) chứa lactoza, thay cho glucose đường đơn giản hơn, nó sẽ tự thích nghi với nhu cầu để:
- Nhập lactoza
- Chẻ lactoza thành những thành phần glucose và galactose
- Biến galactose thành glucose.

Người ta cũng biết rằng chính việc các tế bào gia tăng sản xuất các enzyme đã làm những bước này khi hướng về lactoza, thay vì lúc nào cũng sản xuất lãng phí những enzyme này. Các nghiên cứu về việc kiểm soát hoạt động của enzyme được tiến hành nhờ các lý thuyết về tác động dị lập thể (allosteric) của các phân tử nhỏ lên chính phân tử enzyme (mở hoặc tắt nó), tuy nhiên thời đó đã không biết rõ phương pháp kiểm soát việc sản xuất enzyme.
Với việc xác định sớm cấu trúc và tầm quan trọng chủ yếu của DNA, đã trở nên rõ ràng là mọi protein đều được sản xuất theo một cách từ mã gen của chúng, và rằng bước này có thể tạo ra một điểm kiểm soát then chốt. Jacob và Monod đã có những phát hiện về lý thuyết và thí nghiệm quan trọng chỉ ra rằng trong trường hợp hệ thống lactoza nêu trên (trong vi khuẩn E. coli), có những protein đặc thù để ức chế việc phiên mã DNA sang sản phẩm của nó (RNA, mà lần lượt được giải mã thành protein).
Protein ức chế này được tạo ra trong mọi tế bào, kết nối trực tiếp với DNA ở gen mà nó kiểm soát, và ngăn ngừa trên thực tế bộ máy phiên mã không cho tiếp cận DNA. Trong sự hiện diện của lactoza, protein này trói buộc lactoza, làm cho lactoza không còn khả năng liên kết với DNA, và việc ức chế phiên mã được nâng lên. Bằng cách này, một vòng thông tin phản hồi mạnh được xây dựng cho phép bộ sản phẩm protein lactoza tiêu hóa chỉ được thực hiện khi cần thiết.
Việc điều chỉnh hoạt động của gen đã được mở rộng trong rất nhiều phân ngành sinh học phân tử. Các nhà nghiên cứu hiện nay tìm thấy các sự kiện điều chỉnh ở mọi mức độ có thể nhận thức được trong các quá trình thể hiện thông tin di truyền. Trong bộ gen tương đối đơn giản của men bánh mì, (saccharomyces cerevisiae), có 405 trong số 6.419 gen mã hóa protein tham gia trực tiếp vào việc kiểm soát phiên mã, so với 1.938 là enzyme.

## Đời tư
Jacob kết hôn với Lise Bloch. Họ có bốn người con.
Năm 1999 Jacob tái hôn với Geneviève Barrier.

## Giải thưởng và vinh dự
- Giải Charles Léopold Mayer của Viện Hàn lâm Khoa học Pháp (1962)
- Giải Nobel Sinh lý và Y khoa chung với André Lwoff và Jacques Monod (1965)
- Viện sĩ Viện Hàn lâm Khoa học Pháp (1977)
- Bắc Đẩu Bội tinh hạng nhất (1982)
- Giải Lewis Thomas (1996)
- Viện sĩ Viện Hàn lâm Pháp Ghế số 38 (1996)
- Viện sĩ Viện hàn lâm châu Âu
- Huân chương giải phóng

## Xuất bản phẩm
- Jacob, François; E. L. Wollman. Sexuality and the Genetics of Bacteria. Academic Press, 1961 OCLC 251900319
- Jacob, François. The Possible & The Actual. Pantheon Books, 1982 ISBN 9780295958880
- Jacob, François. The Statue Within: An Autobiography by, translated from the 1987 French edition by Franklin Philip. Basic Books, 1988. ISBN 978-0-465-08223-0; new edition: 9780879694760
- Jacob, François. The Logic of Life. translated from the 1976 French edition by Princeton University Press, 1993 ISBN 0394472462
- Jacob, François. Of Flies, Mice and Men, translated from the French edition and published by Harvard University Press, 1998 ISBN 9780674631113
- Jacob, F.; Perrin, D.; Sánchez, C.; Monod, J.; Edelstein, S. (2005). "The operon: A group of genes with expression coordinated by an operator. C.R.Acad. Sci. Paris 250 (1960) 1727-1729". Comptes rendus biologies 328 (6): 514–520.PMID 15999435.
- Ullmann, A.; Jacob, F.; Monod, J. (1968). "On the subunit structure of wild-type versus complemented beta-galactosidase of Escherichia coli". Journal of Molecular Biology 32 (1): 1–13. doi:10.1016/0022-2836(68)90140-X. PMID 4868117.
- Ullmann, A.; Jacob, F.; Monod, J. (1967). "Characterization by in vitro complementation of a peptide corresponding to an operator-proximal segment of the beta-galactosidase structural gene of Escherichia coli". Journal of Molecular Biology 24(2): 339–343. doi:10.1016/0022-2836(67)90341-5. PMID 5339877.
- Ullmann, A.; Perrin, D.; Jacob, F.; Monod, J. (1965). "Identification, by in vitro complementation and purification, of a peptide fraction of Escherichia coli beta-galactosidase". Journal of Molecular Biology 12 (3): 918–923. doi:10.1016/S0022-2836(65)80338-2. PMID 4285628.
- Willson, C.; Perrin, D.; Cohn, M.; Jacob, F.; Monod, J. (1964). "Non-Inducible Mutants of the Regulator Gene in the "lactose" System of Escherichia Coli". Journal of Molecular Biology 8: 582–592. doi:10.1016/S0022-2836(64)80013-9.PMID 14153528.
- Jacob, F.; Ullman, A.; Monod, J. (1964). "The Promotor, A Genetic Element Necessary to the Expression of an Operon". Comptes rendus hebdomadaires des seances de l'Academie des sciences 258: 3125–3128. PMID 14143651.
- Jacob, F.; Monod, J. (1964). "Biochemical and Genetic Mechanisms of Regulation in the Bacterial Cell". Bulletin de la Societe de chimie biologique 46: 1499–1532. PMID 14270538.
- Monod, J.; Changeux, J.; Jacob, F. (1963). "Allosteric proteins and cellular control systems". Journal of Molecular Biology 6: 306–329. doi:10.1016/S0022-2836(63)80091-1. PMID 13936070.
- Jacob, F.; Sussman, R.; Monod, J. (1962). "On the nature of the repressor ensuring the immunity of lysogenic bacteria". Comptes rendus hebdomadaires des seances de l'Academie des sciences 254: 4214–4216. PMID 14036499.
- Jacob, F.; Monod, J. (1961). "Genetic regulatory mechanisms in the synthesis of proteins". Journal of Molecular Biology 3: 318–356. doi:10.1016/S0022-2836(61)80072-7. PMID 13718526.
- Monod, J.; Jacob, F. (1961). "Teleonomic mechanisms in cellular metabolism, growth, and differentiation". Cold Spring Harbor symposia on quantitative biology 26: 389–401. PMID 14475415.
- Perrin, D.; Jacob, F.; Monod, J. (1960). "Induced biosynthesis of a genetically modified protein not presenting affinity for the inductor". Comptes rendus hebdomadaires des seances de l'Academie des sciences 251: 155–157.PMID 13734531.
- Buttin, G.; Jacob, F.; Monod, J. (1960). "Constituent synthesis of galactokinase following the development of lambda bacteriophages in Escherichia coli K 12". Comptes rendus hebdomadaires des seances de l'Academie des sciences 250: 2471–2473. PMID 13806544.
- Jacob, F.; Perrin, D.; Sanchez, C.; Monod, J. (Feb 1960). "Operon: a group of genes with the expression coordinated by an operator". Comptes rendus hebdomadaires des seances de l'Academie des sciences 250 (6): 1727–1729.doi:10.1016/j.crvi.2005.04.005. ISSN 0001-4036. PMID 14406329.
- Jacob, F.; Monod, J. (1959). "Genes of structure and genes of regulation in the biosynthesis of proteins". Comptes rendus hebdomadaires des seances de l'Academie des sciences 249: 1282–1284. PMID 14406327.
- Pardee, A.; Jacob, F.; Monod, J. (1958). "The role of the inducible alleles and the constrtutive alleles in the synthesis of beta-galactosidase in zygotes of Escherichia coli". Comptes rendus hebdomadaires des seances de l'Academie des sciences 246 (21): 3125–3128. PMID 13547552.
- Jacob, F.; Torriani, A.; Monod, J. (1951). "Effect of ultraviolet rays on the biosynthesis of galactosidase and on the multiplication of T2 bacteriophage in Escherichia coli". Comptes rendus hebdomadaires des seances de l'Academie des sciences 233 (20): 1230–1232. PMID 14905606.